# Malabuka River
Malabuka River är ett vattendrag i Dominica.   Det ligger i parishen Saint Patrick, i den södra delen av landet, 12 km sydost om huvudstaden Roseau.